# Trypeticus houseae
Trypeticus houseae är en skalbaggsart som beskrevs av Kanaar 2003. Trypeticus houseae ingår i släktet Trypeticus och familjen stumpbaggar. Inga underarter finns listade i Catalogue of Life.